# Lymantria leucerythra
Lymantria leucerythra är en fjärilsart som beskrevs av Collenette 1930. Lymantria leucerythra ingår i släktet Lymantria och familjen tofsspinnare. Inga underarter finns listade i Catalogue of Life.